# Tom Lehmann
Tom Lehmann (ur. 4 grudnia 1987 w Rostocku) – niemiecki wioślarz, reprezentant Niemiec w wioślarskiej dwójce bez sternika podczas Letnich Igrzysk Olimpijskich w Pekinie.

## Osiągnięcia
- Igrzyska Olimpijskie – Pekin 2008 – dwójka bez sternika – 4. miejsce[1].